# Al Rosen
Pour les articles homonymes, voir Rosen.
Albert Leonard Rosen (né le 29 février 1924 à Spartanburg, Caroline du Sud, États-Unis et mort le 13 mars 2015 à Rancho Mirage), est un joueur américain de baseball, qui évoluait en Ligue majeure de baseball pour les Indians de Cleveland.

## Carrière

### Professionnelle
Al Rosen, surnommé Flip, effectua toute sa carrière en ligue majeure sous l'uniforme des Indians de Cleveland, avec qui il remporte la Série mondiale 1948.
1953 est l'année Rosen. Il est joueur par excellence de la Ligue américaine après avoir mené celle-ci pour les circuits (43), les points produits (143), les points comptés (155), le total de buts (367) et la moyenne de puissance (,613). Avec ,336 de moyenne au bâton, il termine second de la ligue derrière Mickey Vernon (,337), l'empêchant de remporter la triple couronne. 
Il arrête sa carrière en 1956 à la suite de blessures au dos et aux jambes.
Rosen est considéré comme le troisième meilleur joueur d'origine juive de tous les temps derrière Sandy Koufax et Hank Greenberg. Souvent insulté par des joueurs et des spectateurs adverses sur ses origines juives, Rosen n'hésitait pas à en venir aux mains, ou plutôt aux poings. Il fut, il est vrai, boxeur durant son adolescence.
Rosen est président et directeur-gérant des Astros de Houston d'octobre 1980 à septembre 1985. Il est engagé immédiatement après dans les mêmes fonctions par les Giants de San Francisco, où il est en poste de 1985 à 1992, présidant l'équipe lors de son titre de la Ligue nationale en 1989. En 1987, il est nommé directeur-gérant de l'année par Sporting News, ce qui en fait le seul ancien joueur par excellence à aussi recevoir ce prix.
Il meurt le 13 mars 2015 à l'âge de 91 ans.